# Promozione Sicilia 1980-1981
Nella stagione 1980-1981 la Promozione era sesto livello del calcio italiano (il massimo livello regionale).
Qui vi sono le statistiche relative al campionato gestito dal Comitato Regionale Siculo per la regione Sicilia.
Il campionato è strutturato in vari gironi all'italiana su base regionale, gestiti dai Comitati Regionali di competenza. Promozioni alla categoria superiore e retrocessioni in quella inferiore non erano sempre omogenee; erano quantificate all'inizio del campionato dal Comitato Regionale secondo le direttive stabilite dalla Lega Nazionale Dilettanti, ma flessibili, in relazione al numero delle società retrocesse dalla Serie D e perciò, a seconda delle varie situazioni regionali, la fine del campionato poteva avere degli spareggi sia di promozione che di retrocessione.

## Girone A

### Classifica finale
|  | Pos. | Squadra               | Pt | G  | V  | N  | P  | GF | GS | DR  |
|  | ---- | --------------------- | -- | -- | -- | -- | -- | -- | -- | --- |
|  | 1.   | Licata                | 43 | 30 | 16 | 11 | 3  | 40 | 21 | +19 |
|  | 2.   | Juvenes (-2)          | 41 | 30 | 17 | 9  | 4  | 57 | 22 | +35 |
|  | 3.   | Agrigento             | 41 | 30 | 15 | 11 | 4  | 51 | 19 | +32 |
|  | 4.   | Ligny Trapani         | 38 | 30 | 12 | 14 | 4  | 32 | 17 | +15 |
|  | 5.   | Ravanusa              | 37 | 30 | 15 | 7  | 8  | 41 | 28 | +13 |
|  | 6.   | Enna                  | 35 | 30 | 13 | 9  | 8  | 41 | 30 | +11 |
|  | 7.   | Juve Sicilia          | 34 | 30 | 10 | 14 | 6  | 28 | 22 | +6  |
|  | 8.   | Sciacca               | 31 | 30 | 10 | 11 | 9  | 34 | 32 | +2  |
|  | 9.   | Cantieri Navali       | 28 | 30 | 10 | 8  | 12 | 31 | 47 | -16 |
|  | 10.  | Termitana             | 27 | 30 | 7  | 13 | 10 | 22 | 24 | -2  |
|  | 11.  | Villabate             | 26 | 30 | 5  | 16 | 9  | 22 | 28 | -6  |
|  | 12.  | Folgore Castelvetrano | 25 | 30 | 9  | 7  | 14 | 25 | 35 | -10 |
|  | 13.  | Empedoclina           | 22 | 30 | 6  | 10 | 14 | 29 | 45 | -16 |
|  | 14.  | Monreale              | 19 | 30 | 5  | 9  | 16 | 20 | 40 | -20 |
|  | 15.  | Real Termini          | 17 | 30 | 2  | 13 | 15 | 23 | 52 | -29 |
|  | 16.  | Partanna              | 14 | 30 | 3  | 8  | 19 | 18 | 52 | -34 |

Verdetti
- Ligny Trapani ed Enna sono successivamente ammesse in Interregionale a completamento organici.

## Girone B

### Classifica finale
|  | Pos. | Squadra                 | Pt | G  | V  | N  | P  | GF | GS | DR  |
|  | ---- | ----------------------- | -- | -- | -- | -- | -- | -- | -- | --- |
|  | 1.   | Mascalucia              | 49 | 30 | 21 | 7  | 2  | 59 | 17 | +42 |
|  | 2.   | Caltagirone             | 45 | 30 | 19 | 7  | 4  | 52 | 17 | +35 |
|  | 3.   | Villafranca Tirrena     | 37 | 30 | 15 | 7  | 8  | 29 | 19 | +10 |
|  | 4.   | Scicli                  | 36 | 30 | 13 | 10 | 7  | 36 | 19 | +17 |
|  | 5.   | Avola                   | 32 | 30 | 11 | 10 | 9  | 33 | 24 | +9  |
|  | 6.   | Pattese                 | 32 | 30 | 12 | 8  | 10 | 36 | 31 | +5  |
|  | 7.   | Giarre                  | 29 | 30 | 11 | 7  | 12 | 32 | 34 | -2  |
|  | 8.   | Francavilla             | 29 | 30 | 10 | 9  | 11 | 31 | 34 | -3  |
|  | 9.   | Tiger Brolo             | 28 | 30 | 9  | 10 | 11 | 36 | 36 | 0   |
|  | 10.  | Adernò                  | 28 | 30 | 11 | 6  | 13 | 29 | 37 | -8  |
|  | 11.  | Pozzallo                | 27 | 30 | 9  | 9  | 12 | 25 | 34 | -9  |
|  | 12.  | Orlandina               | 23 | 30 | 8  | 7  | 15 | 35 | 45 | -10 |
|  | 13.  | Sporting Militello (-3) | 23 | 30 | 10 | 6  | 14 | 34 | 41 | -7  |
|  | 14.  | Bronte                  | 22 | 30 | 8  | 6  | 16 | 28 | 50 | -22 |
|  | 15.  | Megara Augusta          | 21 | 30 | 8  | 5  | 17 | 26 | 54 | -28 |
|  | 16.  | Adrano                  | 16 | 30 | 4  | 8  | 18 | 14 | 43 | -29 |

Verdetti
- Caltagirone promosso per ripescaggio.
- Alla fine stagione la fusione tra Adernò e Adrano permette all'Adrano di disputare il campionato di Promozione 1981-82.